# Venezuelanska nogometna reprezentacija
Venezuelanska nogometna reprezentacija predstavlja državu Venezuelu u međunarodnom muškom nogometu. Jedina je članica CONMEBOL-a koja nikada nije nastupila na svjetskom prvenstvu.

## Nastupi na velikim natjecanjima

### Svjetska prvenstva
- 1930. – 1954.: nisu sudjelovali
- 1958.: odustali
- 1962.: nisu sudjelovali
- 1966. – 1970.: nisu se kvalificirali
- 1974.: odustali
- 1978. – 2014.: nisu se kvalificirali

### Južnoamerička prvenstva
- 1916. – 1963.: nisu sudjelovali
- 1967.: 5. mjesto
- 1975. – 2004.: prvi krug
- 2007.: četvrtzavršnica
- 2011.: 4. mjesto

### Panameričke igre
- 1951.: 4. mjesto
- 1955.: 4. mjesto
- 1959. – 1979.: nisu se natjecali
- 1983.: prvi krug
- 1987. – 2003.: nisu se natjecali